# Boris Kovač
Boris Kovač (cyr. Борис Ковач; ur. 1955 w Nowym Sadzie) – serbski kompozytor, muzyk, multiinstrumentalista, autor projektów multimedialnych. Komponuje muzykę dla kameralnych grup muzycznych i teatralnych. W 1977 roku założył grupę jazzową Meta Sekcija, zaś w 1982 roku stworzył Ritual Nova, zespół muzyków, plastyków i tancerzy, on sam pracował jako kompozytor i reżyser. Od 1989 roku tworzył historię zespołu Chamber Theatre of Music Ogledalo z Nowego Sadu. W latach 1991–1996, kiedy to jego rodzimy kraj pogrążony był w wojnie, tworzył i koncertował we Włoszech, Słowenii i Austrii. W 1996 wrócił do Serbii. Współtworzył takie grupy jak: Ritual Nova, Ladaaba Orchest, Chamber Theatre of Music Ogledalo, Instytut Szczęśliwego Człowieka. Obecnie udziela się muzycznie w dwóch projektach: La Danza Apocalypsa Balcanica with Ladaaba Orchest, oraz LA Campanella / a sentimental journey into a post-historic world.

## Dyskografia
- Boris Kovac & Ladaaba Orchest – Ballad At The End Of The Time
- Boris Kovac & Ladaaba Orchest – Last Balkan Tango
- Boris Kovac & Ladaaba Orchest – The Last Balkan Tango – An Apocalyptic Dance Party
- Boris Kovac & La Campanella – World After History – A Pannonian – Mediterranean Round Trip – 1997
- Boris Kovac – Anamnesis – Ecumenical Mysteries – 1996
- Boris Kovac – East OFF Europe
- Boris Kovac – Ritual Nova I & II